# Maia Morgenstern
Maia Emilia Ninel Morgenstern, cunoscută artistic ca Maia Morgenstern, (n. 1 mai 1962, București, România) este o actriță română de film, radio, scenă, televiziune și voce, directoarea Teatrului Evreiesc de Stat din București și actriță și cântăreață în limba idiș.

## Biografie
Emilia-Maia-Ninel Morgenstern s-a născut în 1962 la București într-o familie evreiască de matematicieni Usher (Asher) Morgenstern (evreu originar din Basarabia) și Sara, născută Rapaport. A studiat la Academia de Teatru și Film între 1981 și 1985, în clasa lui Dem Rădulescu  iar apoi a jucat la Teatrul Tineretului din Piatra Neamț până în 1988. A apărut apoi pe scena Teatrului Evreiesc de Stat din București, după care s-a alăturat trupei de la Teatrul Național „Ion Luca Caragiale”. În anul 1983, fiind studentă în anul II, a debutat în cinematografie în pelicula Prea cald pentru luna mai, în regia Mariei Callas Dinescu. Despre teatrul radiofonic, actrița a afirmat:
„Copilăria mea a fost marcată de teatru radiofonic. O coordonată importantă a culturii mele generale, a educației mele, a felului în care înțeleg lucrurile, imaginația mea a fost construită, modelată, fantezia mea a fost bine exersată grație teatrului radiofonic. (...) ...la teatrul radiofonic importantă e vocea, câteodată chiar și mișcarea; facem glume între noi și ne mai spunem unii altora cum să fie... mișcarea, ne dăm astfel de indicații de regie...”—Maia Morgenstern, interviu
Aceasta a realizat proiecte artistice de anvergură, atât in teatru, cât și în film, alături de Lucian Pintilie, Liviu Ciulei, Andrei Serban, Theo Angelopoulos, Marta Mészáros, Mel Gibson. Pe scena TNB s-a remarcat în spectacole precum O trilogie antică, după Euripide și Seneca, Dama cu camelii după Al. Dumas fiul, Vizita bătrânei doamne de F. Dürrenmatt. La TES, unde a fost și manager din anul 2012 până în anul 2024, a interpretat roluri în producții precum Astă seară: Lola Blau de G. Kreisler și Jocul regilor de P. Kohout. Printre rolurile notabile pe scena de teatru se numără Lola Lola din Îngerul albastru (Der Blaue Engel) sau Kathleen Hogan în Park Your Car in Harvard Yard. Morgenstern este cunoscută publicului român mai ales pentru rolurile din filmele Balanța, Cel mai iubit dintre pământeni și Patimile lui Hristos.
Maia Morgenstern a fost căsătorită în perioada 1983-1999 cu actorul Claudiu Istodor și cu medicul Dumitru Băltățeanu în perioada 2001-2015. Are trei copii:  Tudor Aaron Istodor (născut în 1984 din căsătoria cu Claudiu Istodor), Eva Leea Cabiria (născută în 1999 dintr-o relație neoficializată cu actorul András István Demeter) și Ana Isadora (născută în 2003 din căsătoria cu medicul Dumitru Băltățeanu).
Numele ei, Morgenstern, înseamnă în germană „Luceafărul de dimineață”, nume dat Fecioarei Maria, personajul pe care l-a jucat în filmul Patimile lui Hristos. Regizorul Mel Gibson, un credincios romano-catolic, pare să fi luat în considerare, printre altele, acest detaliu ca fiind semnificativ pentru alegerea ei în acest rol.
Din 2010 este numită ambasador pentru Alianța Civilizațiilor în România.
În iunie 2012 apare într-un spot (pro bono) în care sprijină campania „Salvați Roșia Montană” acesta devenind într-o singură zi cel mai vizionat clip al artistei pe youtube.

## Cărți
- Nu sunt eu - autobiografie - Litera , 2020
- Eu sunt Maia, Litera, 2022

## Spectacole de teatru (selecție)
pe scena Teatrului Național din București
- O trilogie antică - după Euripide și Seneca
- Dama cu camelii - de Alexandre Dumas-fiul (adaptare după roman)
- Vizita bătrânei doamne de Friedrich Dürrenmatt
- Ghetto - de Yehoshua Sobol

pe scena Teatrului Evreiesc de Stat din București:
- Astă seara:Lola Blau de Georg Kreisler
- Jocul regilor de Pavel Kohout

## Filmografie (selectivă)
- Prea cald pentru luna mai (1984)
- Secretul lui Bachus (1984)
- Dreptate în lanțuri (1984)
- Anotimpul iubirii (1987)
- Maria și marea (1989) – Maria
- Cei care plătesc cu viața (1989)
- Marea sfidare (1990)
- Rămînerea (1991)
- Casa din vis (1992)
- Balanța (1992) – Nela
- Cel mai iubit dintre pămînteni (1993)
- Trahir (1993)
- Nostradamus (1994) – Helene
- A șaptea cameră (1995)
- Privirea lui Ulyse (1995)
- Fiii Witman (1997)
- Omul zilei (1997)
- Frumoșii nebuni ai marilor orașe (film TV, 1997)
- Triunghiul morții (1999) – regina Maria
- Față în față (1999)
- Patul lui Procust (2001)
- Patimile lui Hristos (2004)
- Orient Express (2004) – Amalia Frunzetti
- „15” (2005)
- Eva (2010) – Maria, mama Evei
- Sânge tânăr, munți și brazi (2010) – Mama
- La fin du silence (2011)
- Iubire elenă (2012)
- The Secret of Polichinelle (2013) – Maya
- Domnișoara Christina (2013) – dna Moscu
- #Selfie 69 (2016) – matroana
- Veni Vidi Fugi (2016)
- High Strung (2016) – Madam Markova
- Capra cu trei iezi (2022)

## Seriale de televiziune
- Aniela (2009) - Maica Irina

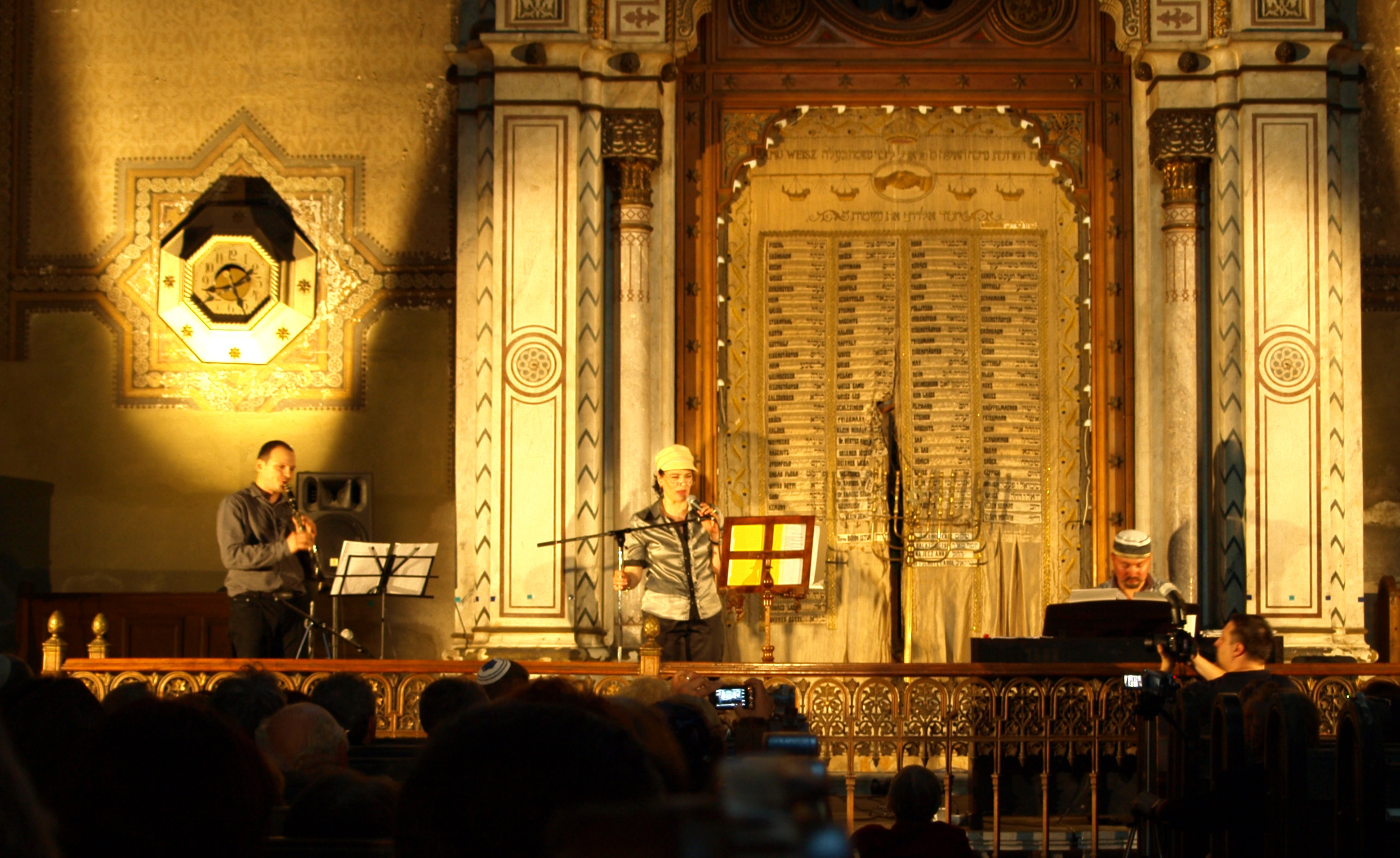
Maia Morgenstern cântând muzică idiș la Sinagoga din Cetate (Timișoara), 25 mai 2010.

- Iubire și Onoare (2010-2011) - Marieta
- Las Fierbinți (2012-2015) - Țața Rapidoaica
- Fructul oprit (2018-2019) - Magda Popa
- Sacrificiul  (2019-2020) - Eva Oprea

## Premii și distincții
- Premiul European Actress of the Year acordat de către The European Film Academy (1993) pentru rolul din pelicula Balanța în regia lui Lucian Pintilie[22]
- Ordinul național „Pentru Merit” în grad de Comandor (1 decembrie 2000) „pentru realizări artistice remarcabile și pentru promovarea culturii, de Ziua Națională a României”[23]
- Ordinul Artelor și Literelor în grad de Cavaler (Franța, 2012)[24]
- Ordinul Național „Pentru Merit” în grad de Mare Ofițer (România, 2018).[25]
- 2018 - Cetățean de onoare al orașului București